# 蘇丹馬蘇迪戰役
蘇丹馬蘇迪戰役（Campaign against Sultan Masudi Hazaras），是1505年巴布爾征服喀布爾後，對阿富汗中部哈扎拉人發動的戰爭。起因是巴布爾向他們索取大量的馬匹和綿羊作貢物，但遭拒絕，因為哈扎拉人拒絕承認他的宗主權。他們前幾次已經在加茲尼和加德茲之間的道路掠奪。巴布爾決定在現在阿富汗瓦爾達克省征服哈扎拉人。
巴布爾趁著晚上進軍在黎明祈禱前進入哈扎拉人在Chatu的領土，擊敗他們，徵收貢品後返回Sang Surakh。